# 北海道漁業協同組合連合会
北海道漁業協同組合連合会（ほっかいどうぎょぎょうきょうどうくみあいれんごうかい、英称：Hokkaido Federation of Fisheries Cooperative Associations）は、北海道の漁業協同組合（JF）で構成される連合会。愛称は「北海道ぎょれん」。

## 概要
北海道内の漁業協同組合により組織された経済・指導連合会。北海道内各地で水揚げされた水産物を北海道内外に安定供給するため、水産物の販路確保や市場流通対策、輸出入対策などを行うほか、漁業者が必要とする資材やエネルギーを供給するなど、水産物の生産と流通・販売、漁業者支援に関する事業を展開している。また広報活動や漁政活動、道内漁協の経営指導、水産資源保護のための環境対策なども行っている。
- 出資金 - 50億円[1]
- 総取扱高 - 3,085億円（令和5年度実績）[1]
- 会員数 - 77会員[1]
- 事業所数 - 15カ所[1]
- グループ会社 - 8社[1]

## 沿革
- 1937年（昭和12年）：源流となる保證責任北海道漁業組合聯合會（道聯）設立。
- 1938年（昭和13年）：産業組合中央金庫加入、道聯も参画し全国漁業組合連合会設立。
- 1943年（昭和18年）：道聯・18郡市水産会・北海道水産会が合併し北海道水産業会（北水）成立。
- 1949年（昭和24年）：北水解散、北海道漁業協同組合連合会設立。株式会社ぎょれん北光設立。
- 1953年（昭和28年）：全国漁業協同組合連合会加入。
- 1960年（昭和35年）：指導事業を北海道水産業協同組合指導協議会（後の北海道指導漁業協同組合連合会）へ移管。
- 1964年（昭和39年）：水産ビル（札幌）新築落成。
- 1967年（昭和42年）：ぎょれん販売株式会社設立。
- 1973年（昭和48年）：株式会社ぎょれん設計センター設立。
- 1987年（昭和62年）：お魚殖やす植樹運動の開始。
- 1989年（平成元年）：株式会社ノースコープぎょれん設立。
- 1995年（平成7年）：ぎょれん総合食品株式会社、株式会社ぎょれん道東食品設立。
- 2000年（平成12年）：株式会社ぎょれん鹿島食品センター設立。
- 2001年（平成13年）：ホクレン農業協同組合連合会と業務提携開始。
- 2002年（平成14年）：ぎょれんマリノサポート株式会社設立。
- 2004年（平成16年）：北海道指導漁業協同組合連合会と合併。
- 2010年（平成22年）：株式会社カネニ台丸谷設立。
- 2011年（平成23年）：水産系連合会としては初のISO14001を認証取得。
- 2022年（令和4年）3月18日：地方独立行政法人北海道立総合研究機構と包括連携協定（連携協力に関する協定）を締結[2]。
- 2022年（令和4年）：株式会社ぎょれん道北食品設立。
- 2024年（令和6年）：株式会社カネ二台丸谷（稚内市）と株式会社ぎょれん道北食品が合併（新社号は株式会社ぎょれん道北食品）。

## 組織
- 総会
  - 理事会/正副会長会議
    - 会長
      - コンプライアンス推進委員会
      - 内部監査部
      - 総務企画部
      - 管理部
      - 販売第一部
      - 販売第二部
      - 販売企画部
      - 品質管理部
      - 共販部
      - 購買部
      - 漁政部
      - 環境部
      - 指導教育部

  - 監事会
    - 監事室

## 事業所
※2023年5月現在
- 本所 - 札幌市中央区北3条西7丁目1　水産ビル

産地支店
- 小樽支店 - 北海道小樽市港町4-3
- 函館支店 - 北海道函館市豊川町11-9
- 室蘭支店 - 北海道室蘭市東町3丁目19-4
- 日高支店 - 北海道浦河郡浦河町浜町46
- 釧路支店 - 北海道釧路市南大通1丁目3-7
- 根室支店 - 北海道根室市海岸町1丁目2
- 北見支店 - 北海道紋別市本町3丁目2-15
- 稚内支店 - 北海道稚内市中央4丁目18-1
- 留萌支店 - 北海道留萌市明元町5丁目15

消費地支店
- 札幌支店 - 札幌市中央区北13条西19丁目ぎょれんビル
- 東京支店/東京事務所 - 東京都中央区新川2丁目9-11PMO八丁堀新川4階
- 大阪支店 - 大阪市中央区本町3丁目3-8山口興産ビル3階
- 仙台営業所 - 仙台市若林区卸町4丁目7-8仙台水産ビル・第一センター5F
- 福岡営業所 - 福岡市中央区長浜3丁目11-3市場会館9F　904

油槽所
- 花咲油槽所 - 北海道根室市琴平町1丁目83
- 各漁協との共有石油タンク
  - 船舶
- 第3ぎょれん丸

## 子会社（ぎょれんグループ）
※2023年12月現在
ぎょれん総合食品株式会社
- 本社食品センター・加工センター - 北海道小樽市銭函5丁目60-4

株式会社ぎょれん道東食品
- 本社工場 - 北海道根室市本町3丁目10
- 厚岸工場 - 北海道厚岸郡厚岸町港町5丁目7

株式会社ぎょれん鹿島食品センター
- 工場 - 茨城県神栖市南浜3-185

ぎょれん販売株式会社
- 本社 - 札幌市中央区北13条西19丁目37-6　ぎょれんビル　5F
- 直売店舗（2店） - 新千歳空港ターミナル内

株式会社ぎょれん北光
- 大阪本社（登記上の本店） - 大阪市北区天満1丁目16-3
- 東京本社 - 東京都中央区新川2丁目9-11PMO八丁堀新川5階

ぎょれんマリノサポート株式会社
- 本社 - 札幌市中央区北3条西7丁目　第1水産ビル7F

株式会社ノースコープぎょれん
- 本社 - 札幌市中央区北3条西7丁目　第1水産ビル8F

株式会社ぎょれん道北食品
- 本社・稚内工場 - 北海道稚内市末広5丁目6-16
- 潮見工場 - 北海道稚内市潮見5丁目6-25
- 宗谷岬工場 - 北海道稚内市宗谷岬15-9

## 提供番組

### 現在
- なみまるくん天気予報（HBCテレビ 毎週土曜 18:50 - 、北海道ローカルで放送）
- どさんこワイド（STVテレビ 16時台スポンサー） - 提供読みは「新鮮、海の幸を食卓へ。漁協ぎょれん」。

なお、天気予報で流れる曲はぎょれんのために特別に制作されたものであり、歌手、曲名などは一切公表されていない。

### 過去
- JNNイブニング・ニュース（TBSテレビ・平日、アメリカンホーム保険と共にナショナルスポンサーとして2009年1月 - 2月）
- 北、再発見（STVテレビ）
- のりゆきのトークDE北海道（北海道文化放送）